# Championnat d'Équateur de football 1991
Navigation
Saison précédente Saison suivante
La saison 1991 du Championnat d'Équateur de football est la trente-troisième édition du championnat de première division en Équateur.
Douze équipes prennent part à la Série A, la première division. Le championnat se déroule en quatre phases. La première voit les équipes regroupées au sein d'une poule unique où elles s'affrontent deux fois, à domicile et à l'extérieur. Les quatre premiers se qualifient pour la 3e phase, le dernier est relégué en Série B. La seconde phase se déroule avec les douze équipes, réparties en deux poules, dont les deux premiers obtiennent leur billet pour la 3e phase. La troisième phase est disputée par les huit équipes qualifiées, réparties en deux poules, dont les deux premiers participent à la Liguilla.
C'est le Barcelona Sporting Club qui remporte la compétition après avoir devancé de cinq points le Club Deportivo El Nacional et le Valdez Sporting Club. C'est le 11e titre de champion d'Équateur de l'histoire du club.
Avant le début du championnat, le Club Deportivo Filanbanco est dissous et cède sa licence en Série A au club de Valdez Sporting Club.

## Les clubs participants
| - Juventus Esmeraldas - Promu de Série B - Club Social y Deportivo Macara - Barcelona Sporting Club - Deportivo Quito - Club Sport Emelec - Club Deportivo El Nacional | - CDT Universitario - Club Deportivo Delfín - LDU Quito - Valdez Sporting Club - Promu de Série B - Deportivo Cuenca - CDU Católica del Ecuador |

## Compétition

### Première phase
| Rang | Équipe                         | Pts | J  | G  | N  | P  | Bp | Bc | Diff |
| ---- | ------------------------------ | --- | -- | -- | -- | -- | -- | -- | ---- |
| 1    | Barcelona Sporting Club        | 33  | 22 | 14 | 5  | 3  | 43 | 21 | +22  |
| 2    | Club Deportivo El Nacional     | 29  | 22 | 9  | 11 | 2  | 37 | 20 | +17  |
| 3    | LDU Quito T                    | 27  | 22 | 10 | 7  | 5  | 45 | 26 | +19  |
| 4    | Valdez Sporting Club P         | 27  | 22 | 9  | 9  | 4  | 31 | 17 | +14  |
| 5    | Club Sport Emelec              | 23  | 22 | 7  | 9  | 6  | 30 | 36 | -6   |
| 6    | Deportivo Quito                | 21  | 22 | 6  | 9  | 7  | 32 | 31 | +1   |
| 7    | CDT Universitario              | 21  | 22 | 8  | 5  | 9  | 30 | 30 | 0    |
| 8    | CDU Católica del Ecuador       | 19  | 22 | 6  | 7  | 9  | 20 | 24 | -4   |
| 9    | Deportivo Cuenca               | 19  | 22 | 7  | 5  | 10 | 23 | 28 | -5   |
| 10   | Juventus Esmeraldas P          | 18  | 22 | 5  | 8  | 9  | 20 | 39 | -19  |
| 11   | Club Deportivo Delfín          | 14  | 22 | 5  | 4  | 13 | 27 | 45 | -18  |
| 12   | Club Social y Deportivo Macara | 13  | 22 | 3  | 7  | 12 | 20 | 41 | -21  |

|  | Qualification pour la troisième phase    |
|  | Participation à la poule de relégation   |
|  | Relégation en Série B                    |
|  | T : Tenant du titre P : Promu de Série B |

### Deuxième phase
CSD Macara est relégué en Série B et remplacé par le Club Deportivo Green Cross, champion de deuxième division.

#### Groupe 1
| Rang | Équipe                   | Pts | J  | G | N | P | Bp | Bc | Diff |
| ---- | ------------------------ | --- | -- | - | - | - | -- | -- | ---- |
| 1    | Barcelona Sporting Club  | 14  | 10 | 5 | 4 | 1 | 20 | 10 | +10  |
| 2    | Club Sport Emelec        | 13  | 10 | 5 | 3 | 2 | 17 | 10 | +7   |
| 3    | Deportivo Cuenca         | 10  | 10 | 4 | 2 | 4 | 13 | 12 | +1   |
| 4    | Club Deportivo Delfín    | 10  | 10 | 4 | 2 | 4 | 13 | 15 | -2   |
| 5    | LDU Quito T              | 9   | 10 | 3 | 3 | 4 | 14 | 13 | +1   |
| 6    | CDU Católica del Ecuador | 4   | 10 | 1 | 2 | 7 | 12 | 29 | -17  |

|  | Qualification pour la troisième phase |
|  | T : Tenant du titre                   |

#### Groupe 2
| Rang | Équipe                       | Pts | J  | G | N | P | Bp | Bc | Diff |
| ---- | ---------------------------- | --- | -- | - | - | - | -- | -- | ---- |
| 1    | Valdez Sporting Club         | 13  | 10 | 5 | 3 | 2 | 12 | 8  | +4   |
| 2    | Club Deportivo El Nacional   | 12  | 10 | 5 | 2 | 3 | 21 | 9  | +12  |
| 3    | CDT Universitario            | 12  | 10 | 5 | 2 | 3 | 20 | 13 | +7   |
| 4    | Club Deportivo Green Cross P | 10  | 10 | 5 | 0 | 5 | 17 | 19 | -2   |
| 5    | Deportivo Quito              | 9   | 10 | 3 | 3 | 4 | 15 | 14 | +1   |
| 6    | Juventus Esmeraldas          | 4   | 10 | 1 | 2 | 7 | 11 | 33 | -22  |

|  | Qualification pour la troisième phase |
|  | P : Promu de Série B                  |

### Troisième phase
Les deux premiers à l'issue de la première phase reçoivent un bonus d'un point, les 3e et 4e un bonus d'un demi-point. Les leaders des poules de la deuxième phase reçoivent un bonus d'un demi-point, leurs dauphins un bonus d'un demi-point.

#### Groupe 1
| Rang | Équipe                       | Pts | J | G | N | P | Bp | Bc | Diff |  | Résultats (▼ dom., ► ext.)   | Val | Bar | Tec | GCr |
| ---- | ---------------------------- | --- | - | - | - | - | -- | -- | ---- |  | ---------------------------- | --- | --- | --- | --- |
| 1    | Valdez Sporting Club +1,5    | 9,5 | 6 | 3 | 2 | 1 | 7  | 6  | +1   |  | Valdez Sporting Club +1,5    |     | 2-1 | 1-0 | 1-1 |
| 2    | Barcelona Sporting Club +2   | 9   | 6 | 3 | 1 | 2 | 12 | 7  | +5   |  | Barcelona Sporting Club +2   | 3-1 |     | 5-0 | 2-1 |
| 3    | CDT Universitario            | 5   | 6 | 2 | 1 | 3 | 8  | 10 | -2   |  | CDT Universitario            | 0-0 | 2-0 |     | 5-0 |
| 4    | Club Deportivo Green Cross P | 4   | 6 | 1 | 2 | 3 | 8  | 12 | -4   |  | Club Deportivo Green Cross P | 1-2 | 1-1 | 4-1 |     |

|  | Qualification pour la Liguilla |
|  | P : Promu de Série B           |

#### Groupe 2
| Rang | Équipe                          | Pts | J | G | N | P | Bp | Bc | Diff |  | Résultats (▼ dom., ► ext.)      | ElN | DQu | LDU | Eme |
| ---- | ------------------------------- | --- | - | - | - | - | -- | -- | ---- |  | ------------------------------- | --- | --- | --- | --- |
| 1    | Club Deportivo El Nacional +1,5 | 7,5 | 6 | 2 | 2 | 2 | 5  | 3  | +2   |  | Club Deportivo El Nacional +1,5 |     | 3-0 | 1-1 | 1-0 |
| 2    | Deportivo Quito                 | 7   | 6 | 3 | 1 | 2 | 9  | 11 | -2   |  | Deportivo Quito                 | 1-0 |     | 0-2 | 3-2 |
| 3    | LDU Quito 'T' +0,5              | 6,5 | 6 | 2 | 2 | 2 | 9  | 7  | +2   |  | LDU Quito 'T' +0,5              | 0-0 | 2-3 |     | 3-0 |
| 4    | Club Sport Emelec 0,5           | 5,5 | 6 | 2 | 1 | 3 | 8  | 10 | -2   |  | Club Sport Emelec 0,5           | 1-0 | 2-2 | 3-1 |     |

|  | Qualification pour la Liguilla |
|  | T : Tenant du titre            |

#### Poule de relégation
Les 10e et 11e à l'issue de la première phase reçoivent un malus d'un demi-point, Juventus Esmeraldas reçoit un autre malus d'un demi-point car il a obtenu le plus faible total de points de l'ensemble de la seconde phase.
| Rang | Équipe                        | Pts | J | G | N | P | Bp | Bc | Diff |  | Résultats (▼ dom., ► ext.)    | DCu | Del | Cat | Esm |
| ---- | ----------------------------- | --- | - | - | - | - | -- | -- | ---- |  | ----------------------------- | --- | --- | --- | --- |
| 1    | Deportivo Cuenca              | 9   | 6 | 4 | 1 | 1 | 12 | 5  | +7   |  | Deportivo Cuenca              |     | 1-0 | 2-0 | 3-0 |
| 2    | Club Deportivo Delfín         | 7   | 6 | 3 | 1 | 2 | 11 | 7  | +4   |  | Club Deportivo Delfín         | 2-2 |     | 1-0 | 2-1 |
| 3    | CDU Católica del Ecuador -0,5 | 3,5 | 6 | 2 | 0 | 4 | 8  | 9  | -1   |  | CDU Católica del Ecuador -0,5 | 2-4 | 2-0 |     | 4-1 |
| 4    | Juventus Esmeraldas -1        | 1   | 6 | 2 | 0 | 4 | 5  | 15 | -10  |  | Juventus Esmeraldas -1        | 1-0 | 1-6 | 1-0 |     |

|  | Relégation directe en Série B |

### Liguilla
| Rang | Équipe                     | Pts | J | G | N | P | Bp | Bc | Diff |  | Résultats (▼ dom., ► ext.) | Bar | ElN | Val | DQu |
| ---- | -------------------------- | --- | - | - | - | - | -- | -- | ---- |  | -------------------------- | --- | --- | --- | --- |
| 1    | Barcelona Sporting Club    | 10  | 6 | 4 | 2 | 0 | 12 | 6  | +6   |  | Barcelona Sporting Club    |     | 5-2 | 1-1 | 1-0 |
| 2    | Club Deportivo El Nacional | 5   | 6 | 2 | 1 | 3 | 9  | 12 | -3   |  | Club Deportivo El Nacional | 1-2 |     | 2-0 | 1-0 |
| 3    | Valdez Sporting Club       | 5   | 6 | 1 | 3 | 2 | 6  | 11 | -5   |  | Valdez Sporting Club       | 1-1 | 2-2 |     | 2-1 |
| 4    | Deportivo Quito            | 4   | 6 | 2 | 0 | 4 | 9  | 7  | +2   |  | Deportivo Quito            | 1-2 | 3-1 | 4-0 |     |

|  | Qualification pour la Copa Libertadores 1992 |
|  | T : Tenant du titre                          |

#### Barrage pour la Copa Libertadores
Les clubs de Club Deportivo El Nacional et Valdez Sporting Club, arrivés à égalité de points à la deuxième place, doivent disputer un barrage pour déterminer l'équipe qui accompagne le Barcelona Sporting Club lors de la prochaine édition de la Copa Libertadores. Le perdant de ce barrage obtient tout de même son billet pour la Copa CONMEBOL 1992.
| Équipe 1             | Résultat | Équipe 2                   | Aller | Retour |
| -------------------- | -------- | -------------------------- | ----- | ------ |
| Valdez Sporting Club | 2 - 1    | Club Deportivo El Nacional | 2 - 1 | 0 - 0  |

## Bilan de la saison
| Championnat d'Équateur de football 1991 |                                     |
| Champion                                | Barcelona Sporting Club (11e titre) |
| Qualifications continentales            |                                     |
| Copa Libertadores 1992                  | Barcelona Sporting Club             |
| Copa Libertadores 1992                  | Valdez Sporting Club                |
| Copa CONMEBOL 1992                      | Club Deportivo El Nacional          |
| Promotions et relégations               |                                     |
| Promus en Série A                       | Sociedad Deportiva Aucas            |
| Relégués en Série B                     | Juventus Esmeraldas                 |